# Alessandro Capese
Alessandro Capese   (Tarano, c. 1575 - Nàpols, Després de 1636) fou un compositor i organista italià.
Va ser mestre de capella de la Catedral de Ferrara abans de convertir-se en mestre i organista de la catedral de Rieti el 1613. Va romandre allí fins a 1617 i després va treballar primer a la catedral de Sulmona i després a Nàpols al Gesù i al Collegio dei Nobili. Va ser mestre de capella de la Catedral de Tivoli des de novembre de 1624 fins a gener de 1627 i des d'abril de 1629 fins a abril de 1632; El jove Carissimi va ser organista allí durant el seu primer període de mandat. El 1636 va tornar a ocupar les seves dues publicacions anteriors a Nàpols. Va ser un prolífic compositor, però la major part de la seva producció es va perdre. La seva música sagrada, en què els motets són visibles, es troba predominantment en l'estil concertat i per a forces força reduïdes; Hauria d'haver escrit més, si no tot, de la mateixa per a les diverses institucions en què treballava. Els Madrigals dominen la seva producció secular, que inclou exemples relativament tradicionals del gènere (alguns en vuit parts), però també sis per a una o dues veus publicades en el seu op.14 al costat de diverses àries estròfiques, incloses quatre monodies.

## Música sagrada
- Davidis cithara psalmorum, 4 veus, i (org) (1615)
- Octo Magnificat, in singulis tonis, 4 veus, op.4 (1616)
- Il quarto libro di motetti concertati, 3 i 8 veus, op.9 (1623)
- Il sesto libro de motetti concertati, 2 i 5 veus, op.12 (1624)
- Motetti, 2, 3 veus (Nàpols, 1636)
- Responsorii di Natale e di Settimana Santa concertati, 4 veus, op.25 (Nàpols, 1636) [Federico Franzinis catàleg de 1676 referent a Responsorij del Natale, 2, 6, 8 veus; veure MischiatiI]

## Música secular
- Il primo libro de madrigali, 4, 5, 8 veus, op.5 (1616)
- Il terzo libro de madrigali, 5 veus, op.13 (1625)
- Il secondo libro de madrigali, et arie, 1 i 3 veus, op.14 (1625)
- 3 dialogues, 2 veus, bc; madrigal, 1veu, bc: autograph MS, c1620, col·lecció privada.